# Ionuț Neagu
Ionuț Neagu (ur. 26 października 1989 roku w Gałaczu) – rumuński piłkarz występujący na pozycji pomocnika. Od 2017 jest zawodnikiem Gaz Metan Mediaș.

## Kariera klubowa
Jest wychowankiem Oțelulu Gałacz, klubu ze swojego rodzinnego miasta. W 2009 roku dołączył do kadry pierwszego zespołu. W sezonie 2010/2011 świętował wraz z Oțelulem mistrzostwo kraju. Następnie grał w takich klubach jak: Steaua Bukareszt, Kardemir Karabükspor i Nea Salamina. W 2017 został zawodnikiem Gaz Metan Mediaș.

## Kariera reprezentacyjna
W reprezentacji Rumunii zadebiutował 15 listopada 2011 roku w meczu przeciwko Grecji (3:1).

## Sukcesy
- Mistrzostwo Rumunii (3): 2010/2011, 2013/2014, 2014/2015
- Puchar Rumunii (1): 2014/2015
- Superpuchar Rumunii (1): 2011